# Station Dunfermline Queen Margaret
Dunfermline Queen Margaret is een spoorwegstation van National Rail in Fife in Schotland. Het station is eigendom van Network Rail en wordt beheerd door ScotRail. 